# Wharton Township (comté de Fayette, Pennsylvanie)
Wharton Township est un township situé au sud du comté de Fayette, en Pennsylvanie, aux États-Unis,. En 2010, il comptait une population de 3 575 habitants.

## Démographie
Lors du recensement de 2010, le township comptait une population de 3 575 habitants. Elle est estimée, en 2016, à 3 482 habitants.

### Source de la traduction
- (en) Cet article est partiellement ou en totalité issu de l’article de Wikipédia en anglais intitulé « Wharton Township, Fayette County, Pennsylvania » (voir la liste des auteurs).